# Baloghiella
Baloghiella is een geslacht van kevers uit de familie van de loopkevers (Carabidae). De wetenschappelijke naam van het geslacht is voor het eerst geldig gepubliceerd in 1981 door Mandl.

## Soorten
Het geslacht Baloghiella is monotypisch en omvat slechts de volgende soort:
- Baloghiella caledonica Mandl, 1981